# Pisco Sour

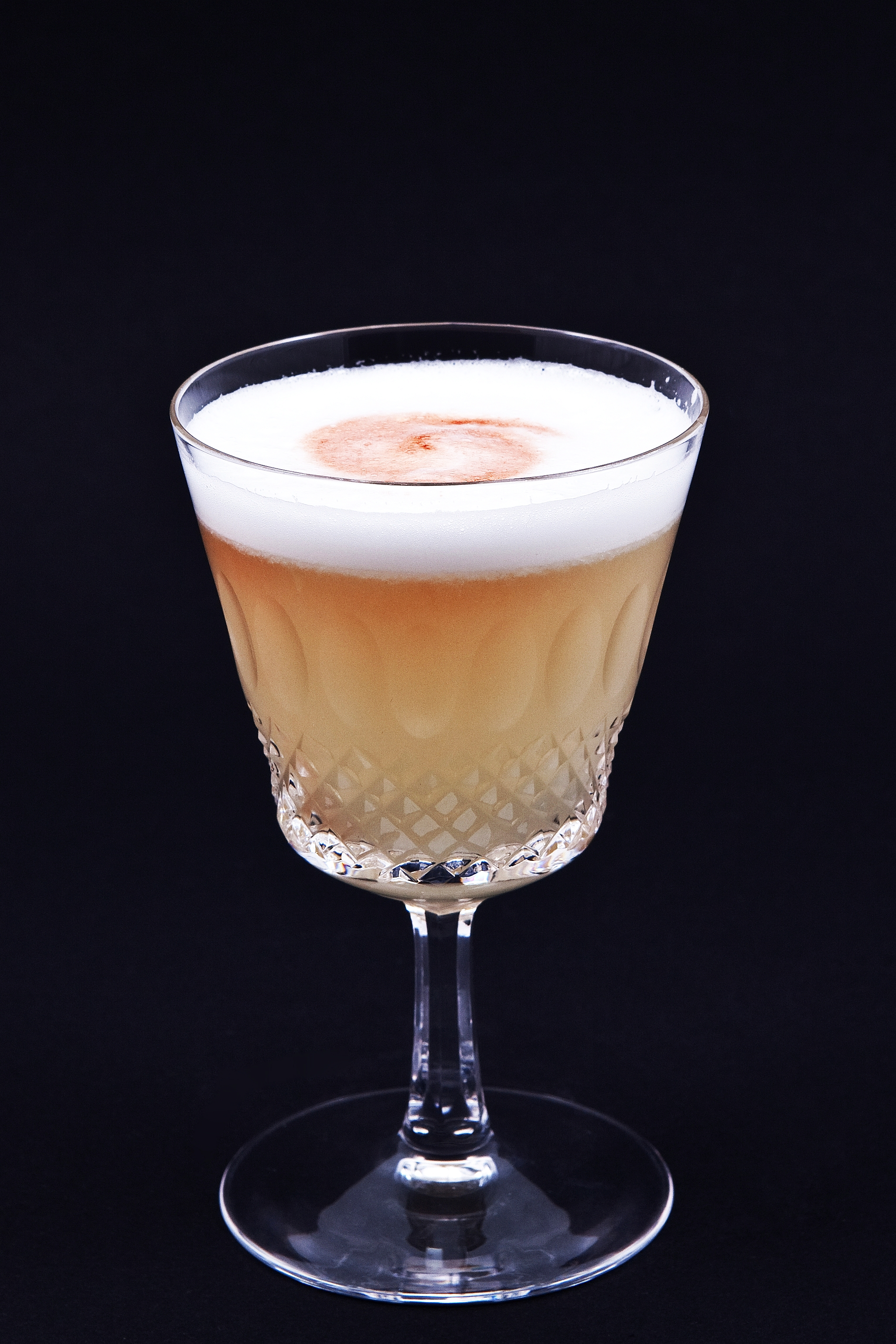
Pisco Sour

Pisco Sour ist ein Cocktail aus der Sour-Familie. Die Basisspirituose ist Pisco, ein Traubenschnaps, benannt nach der Stadt Pisco in Peru, der in zwei Varianten in Peru und Chile hergestellt wird. Der Ursprung des Pisco Sour ist zwischen diesen Ländern umstritten.

## Geschichte
Pisco Sour ist wohl seit den 1920er-Jahren bekannt. Im Lima-Stadtführer Lima, la ciudad de los Reyes aus dem Jahr 1928/29 wird er auf Seite 553 in einer Anzeige der „Bar Morris“ erstmals erwähnt. Laut Martin Morales, einem peruanischstämmigen Gastronom und Autor des Standardkochbuchs Ceviche, wurde der Cocktail erstmals von „Bar Morris“-Eigentümer Victor Morris serviert, der ihn als Alternative zum damals angesagten Whisky Sour entwickelt hatte. Da Morris’ Bar von einem internationalen Publikum besucht wurde, verbreitete sich die Popularität des Cocktails rasch.

## Zubereitung
Pisco Sour wird aus Pisco, Zitronen- oder Limettensaft, Zuckersirup und Eiklar mit Eis gemixt und ins Glas abgeseiht. Alternativ kann der Cocktail unter Zugabe von Eiswürfeln in einem Standmixer zubereitet werden. Der fertige Cocktail wird mit einigen Spritzern Angosturabitter oder dem peruanischen Cocktailbitter Amargo Chuncho (oder auch einer Messerspitze Zimt) verfeinert. In Peru wird üblicherweise Pisco von der nicht aromatischen Traubensorte Quebranta verwendet. Der Pisco Sour wird unter anderem zur Begrüßung oder als Aperitif gereicht.